# Joe job
Joe job – rodzaj nadużycia związanego z rozsyłaniem spamu.
Nazwa „Joe job” pochodzi od imienia Joego Dolla, właściciela serwisu „Joe CyberPost”, który jako pierwszy był ofiarą tego ataku.

## Mechanizm ataku
Spamer, którego celem jest zaszkodzenie swojej ofierze (osoba prywatna lub firma), wysyła masowy spam, podając jako nadawcę swoją ofiarę. Odbiorcy spamu lub ich serwery SMTP odsyłają na konto rzekomego nadawcy, a w rzeczywistości ofiary wiadomości e-poczty z pogróżkami, ostrzeżeniami, pretensjami itp. Powoduje to zapchanie skrzynki pocztowej ofiary, zatkanie jego łącza, wpisanie na czarne listy RBL i możliwą utratę wiarygodności. 

## Metody obrony
Nie istnieje obecnie żadna metoda obrony przed tego typu atakiem, można jedynie nieco ograniczyć jego skutki poprzez zablokowanie otrzymywania wiadomości poczty elektronicznej spod klas adresów IP, z których nie spodziewamy się otrzymywać wiadomości lub poprzez zastosowanie SPF. 
Jedyną pewną metodą jest likwidacja konta pocztowego ofiary.